# Place du Château (Lausanne)
Pour les articles homonymes, voir Place du Château.
La place du Château est une place de Lausanne, en Suisse. Elle doit son nom au Château Saint-Maire, situé au nord de la place.

## Histoire

### Moyen Âge
L'emplacement de la place du Château est occupé dès le VIe siècle par l'église Saint-Thyrse, renommée ensuite St-Maire, construite par l'évêque Marius à son arrivée d'Avenches. Au XIIe siècle, l'évêque Amédée de Lausanne rétablit le monastère de Saint-Maire. Le château episcopal est construit contre les remparts de la ville entre la fin du XIVe et le premier tiers du XVe siècle, ainsi que la maison des chanoines en 1406.

### XVIIIeetXIXesiècles

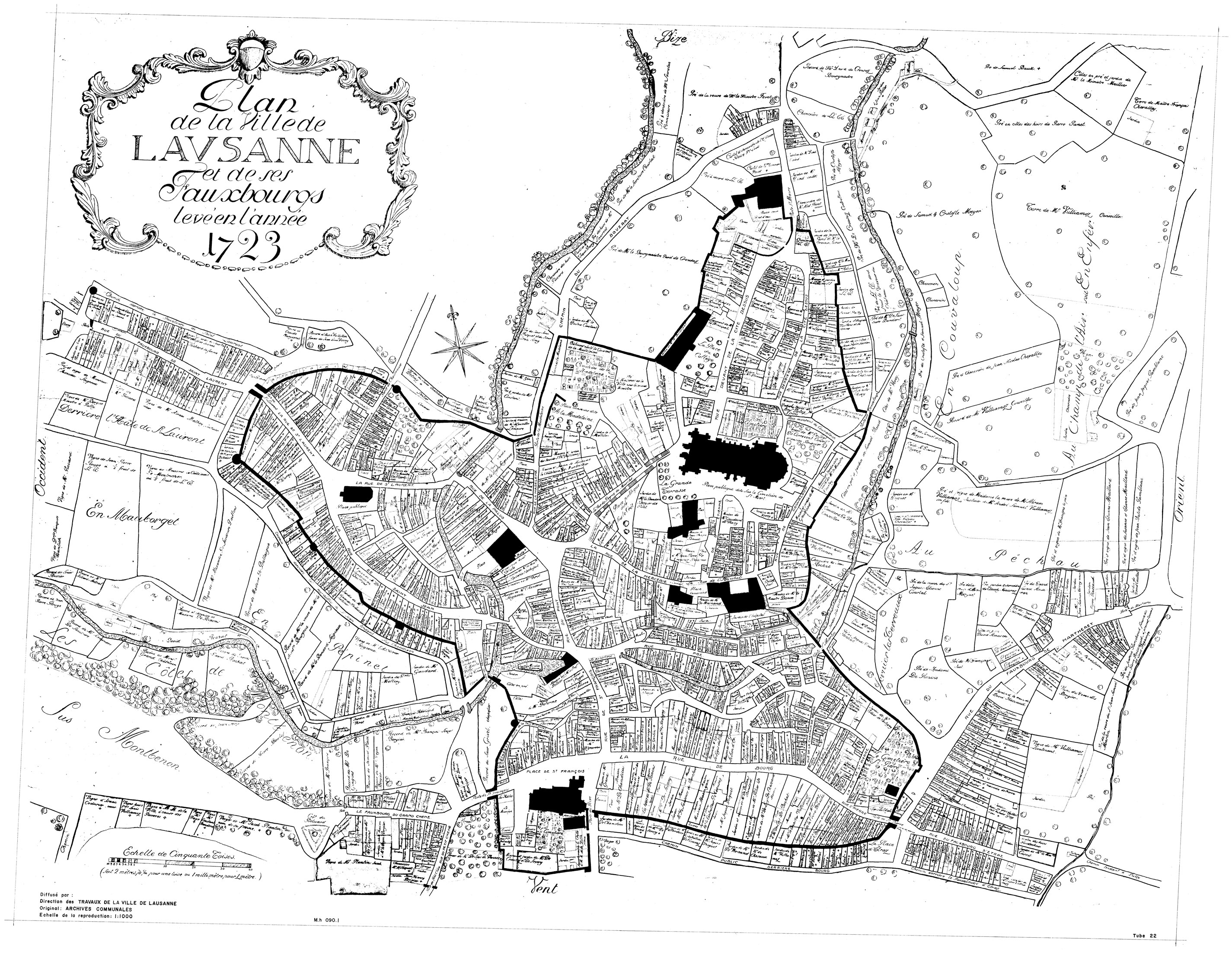
Le mur entourant les jardins du château est bien visible sur ce plan de 1723.

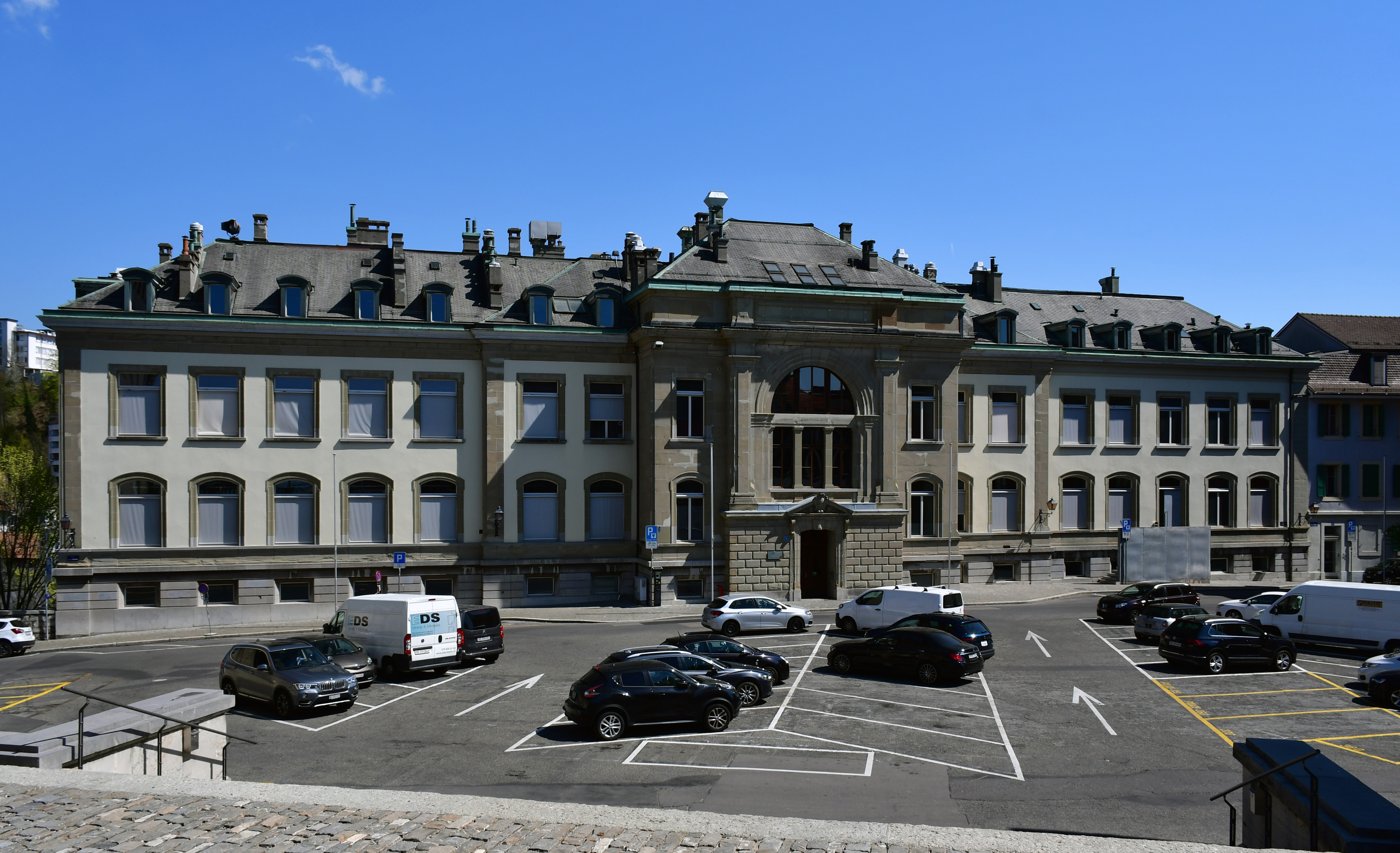
L'ancienne école de physique et de chimie, en 2020.

Les abords du château ne connaissent que très peu de changements jusqu'au XVIIIe siècle. Les plans de l'époque montrent la présence d'un mur en arc de cercle entourant les jardins du château. Les rues Cité-Devant et Cité-Derrière, arrivant du sud, se rejoignent alors avant de longer le mur à l'ouest et la caserne à l'est avant de passer sous la porte Saint-Maire pour descendre sur la Barre. Le mur est percé en son milieu d'une ouverture menant à une porte permettant l'accès à la cour du château.
Sous la domination bernoise, la maison des chanoines est transformée en grenier. Lors de l'installation du gouvernement cantonal au château, après le départ de l'autorité baillivale bernoise, la place connaît de nombreuses modifications. La maison des chanoines, devenue grenier, devient une caserne de milice. Un bâtiment est construit entre 1803 et 1804 par Alexandre Perregaux au sud du château, à la place des dépendances de l'ancienne maison du chapitre, pour accueillir le siège du Parlement, le Grand Conseil du nouveau canton de Vaud. Alexandre Perregaux et son fils Henri construisent de plus la conciergerie entre le château et la port Saint-Maire,.
Trente ans plus tard, vers 1833, la construction du Tribunal d'appel, à l'angle sud-ouest de la place, entraîne la suppression du jardin du chancelier et de l'escalier menant à la cour du château ; les travaux mettent en outre au jour les fondations de la chapelle Saint-Maire, démolie au XVIe siècle. L'aménagement global de la place et la création d'une terrasse à l'ouest (devant l'entrée du Parlement) et de son escalier d'accès datent du milieu des années 1840, mais la place subit de nouvelles transformations dans le dernier quart du XIXe siècle : l'aile sud de la nouvelle école de physique et de chimie est construite vers 1881-1882 à l'est de la place, selon les plans de l'architecte cantonal François Südheimer. En 1890 sont démolis la porte Saint-Maire, devenue trop étroite pour les véhicules de l'époque, les jardins et les annexes du château, la conciergerie et la caserne de milice. L'espace ainsi gagné permet notamment la construction, entre 1892 et 1893, par Louis Bezencenet et Alexandre Girardet (François Südheimer étant mort dans l'intervalle) de l'aile nord de l'école de physique et de chimie. L'école accueille les laboratoires de chimie, de physique, de microscopie botanique, de chimie agricole, de bactériologie et de botanique systémique de l'Université de Lausanne puis, dès 1909, le premier institut de police scientifique du monde. Les années suivantes, le bâtiment de la Tournelette, au sud de la place, entre les extrémités des rues Cité-Devant et Cité-Derrière, fait place à un nouveau bâtiment administratif. En parallèle, la place formant un dos d'âne, elle est abaissée de deux mètres, ce qui permet de l'aplanir. L'escalier menant à la terrasse de l'ouest de la place doit être prolongé. Les travaux s'achèvent avec l'érection d'un monument dédié à Abraham Davel contre la façade sud du château en 1898, l'année où est célébré sur la place du Château le centenaire de l'Indépendance vaudoise.

### XXesiècle
Les escaliers en bois qui permettent l'accès à l'esplanade sont remplacés par des escaliers de pierre en 1926.
La construction à Dorigny, au bord du Léman de la nouvelle université entraîne entre 1975 et 1994 le déménagement par étapes des laboratoires de l'école de physique et de chimie. Le bâtiment est repris par l'École supérieure de la santé (ESsanté).

### XXIesiècle: l'incendie du Parlement

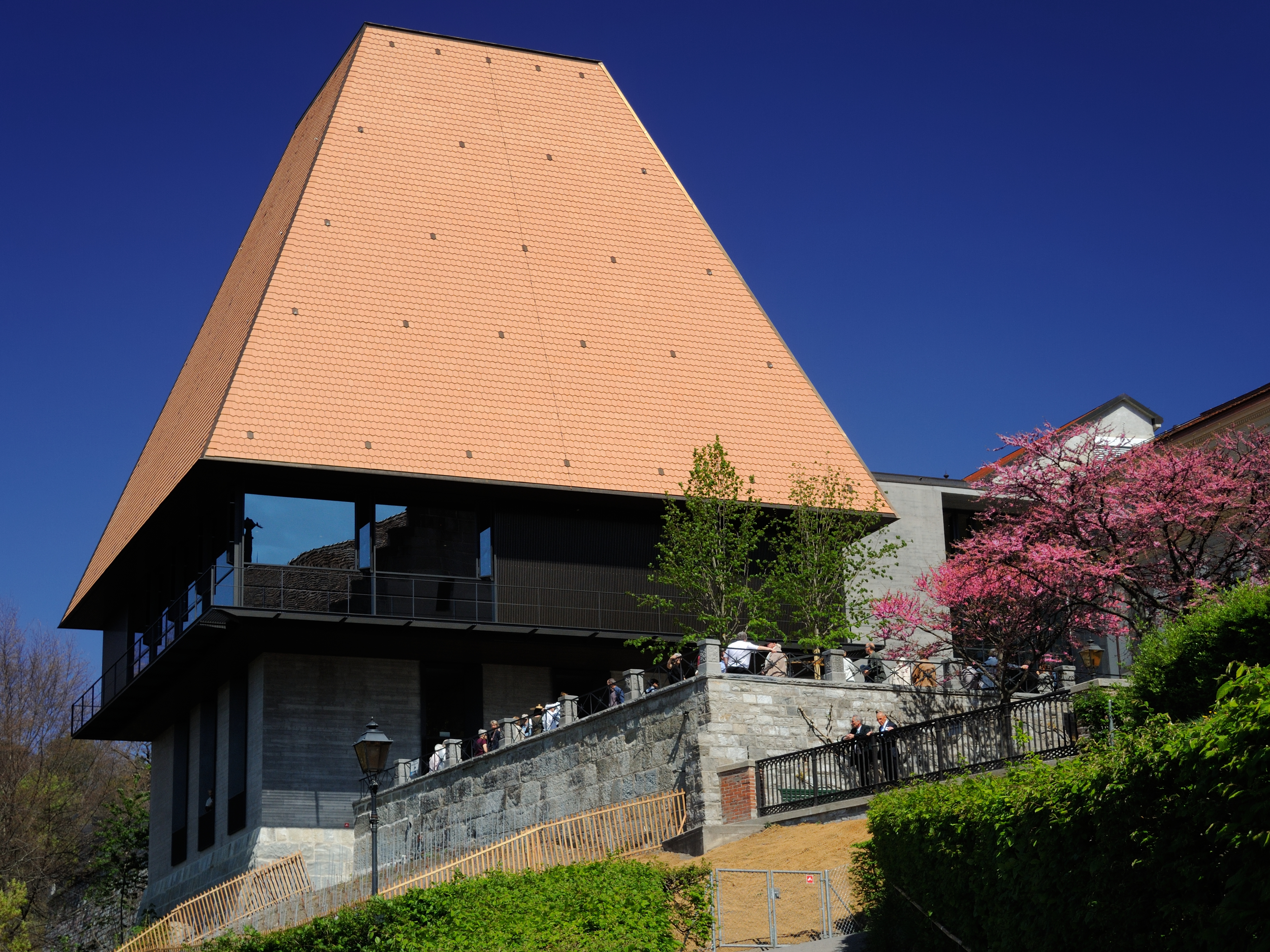
Le nouveau Parlement.

Le 14 mai 2002, le bâtiment du Parlement vaudois construit entre 1803 et 1805 par Alexandre Perregaux est en grande partie détruit par un incendie accidentel alors qu'il était en restauration depuis l'année précédente. Malgré une motion adoptée par le Grand Conseil cinq mois plus tard, qui demande la construction rapide d’un nouveau bâtiment, 12 ans s'écouleront avant qu'un projet soit accepté et que la construction du nouveau bâtiment débute. Ce retard est principalement dû à des questions financières et au recours déposé par un comité qui juge le toit du projet retenu en 2009 trop imposant et s'intégrant mal aux autres édifices du quartier historique de la ville. Trois ans plus tard, le projet retouché de Marc-Henri Collomb (du bureau d'architecture Atelier Cube) et du bureau Bonell i Gill de  Barcelone propose une toiture 30 % moins volumineuse, symétrique et dont la teinte des tuiles s’intégre mieux au paysage. L'entrée du nouvel édifice n'est plus située sur l'esplanade (où le fronton du bâtiment néoclassique d’Alexandre Perregaux a pu être restauré) mais sur la rue Cité-Devant, par une nouvelle ouverture percée dans la façade du bâtiment voisin qui a également pu être sauvée après l'incendie,.

## Situation et accès
La place du Château se situe au nord de la colline de la Cité, dans le quartier du centre. On y accède par le nord par la rue de la Barre et par le sud par deux voies parallèles : les rues Cité-Devant et Cité-Derrière.

## Description
La place du château a une forme triangulaire dont la pointe nord est tronquée par le château Saint-Maire. Elle est occupée par un parking. Elle est limitée au sud par le bâtiment de la préfecture du district de Lausanne et à l'est par le bâtiment qui avait été construit pour accueillir l'école de physique et de chimie et qui est, au XXIe siècle, occupé par l'École supérieure de la santé (ESsanté). À l'ouest, une volée de marches permet d'accéder à l'esplanade limitée par le château Saint-Maire au nord et par le siège du Grand Conseil au sud.

## Galerie

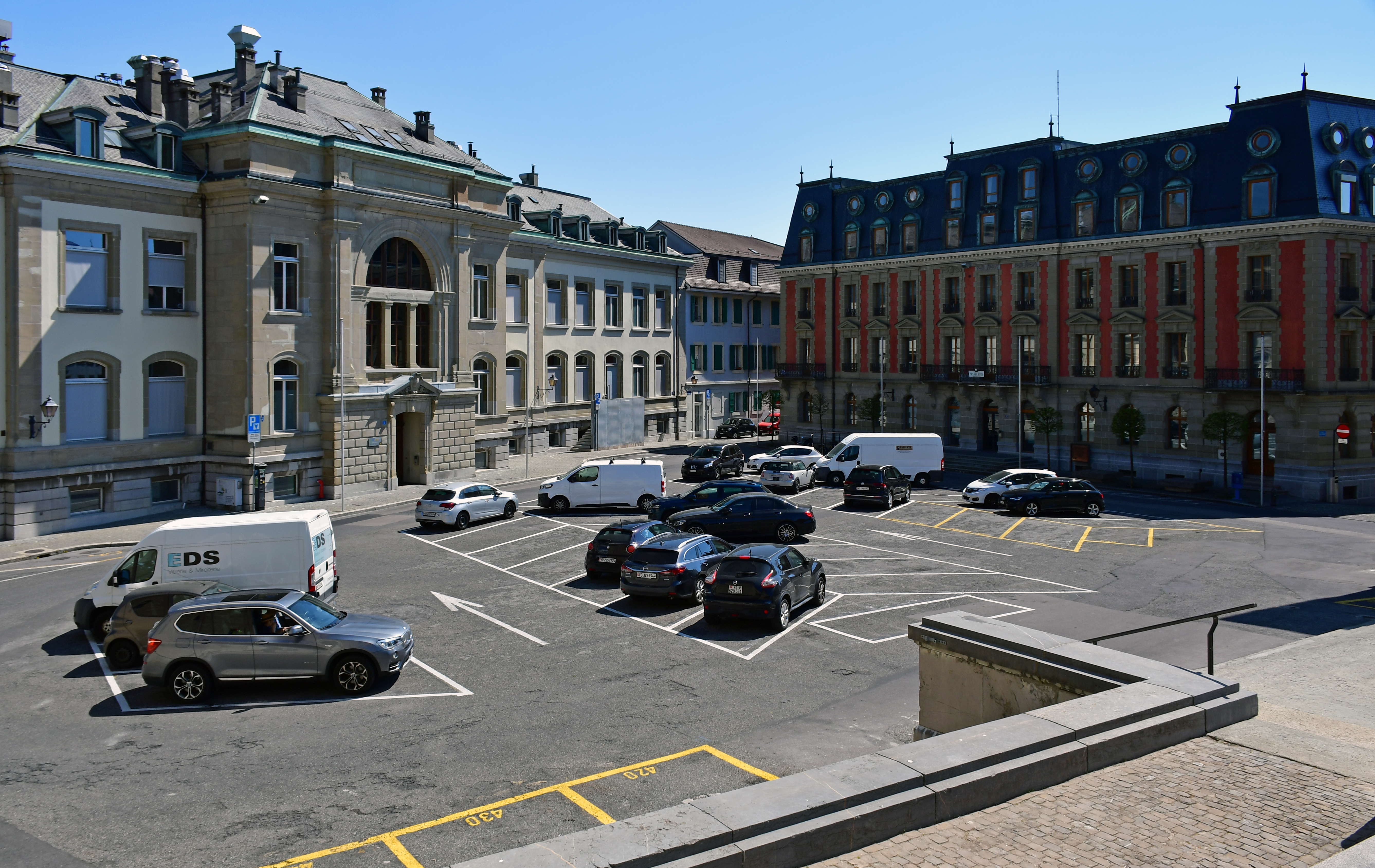
La place du Château vue du nord-ouest, depuis l'esplanade.
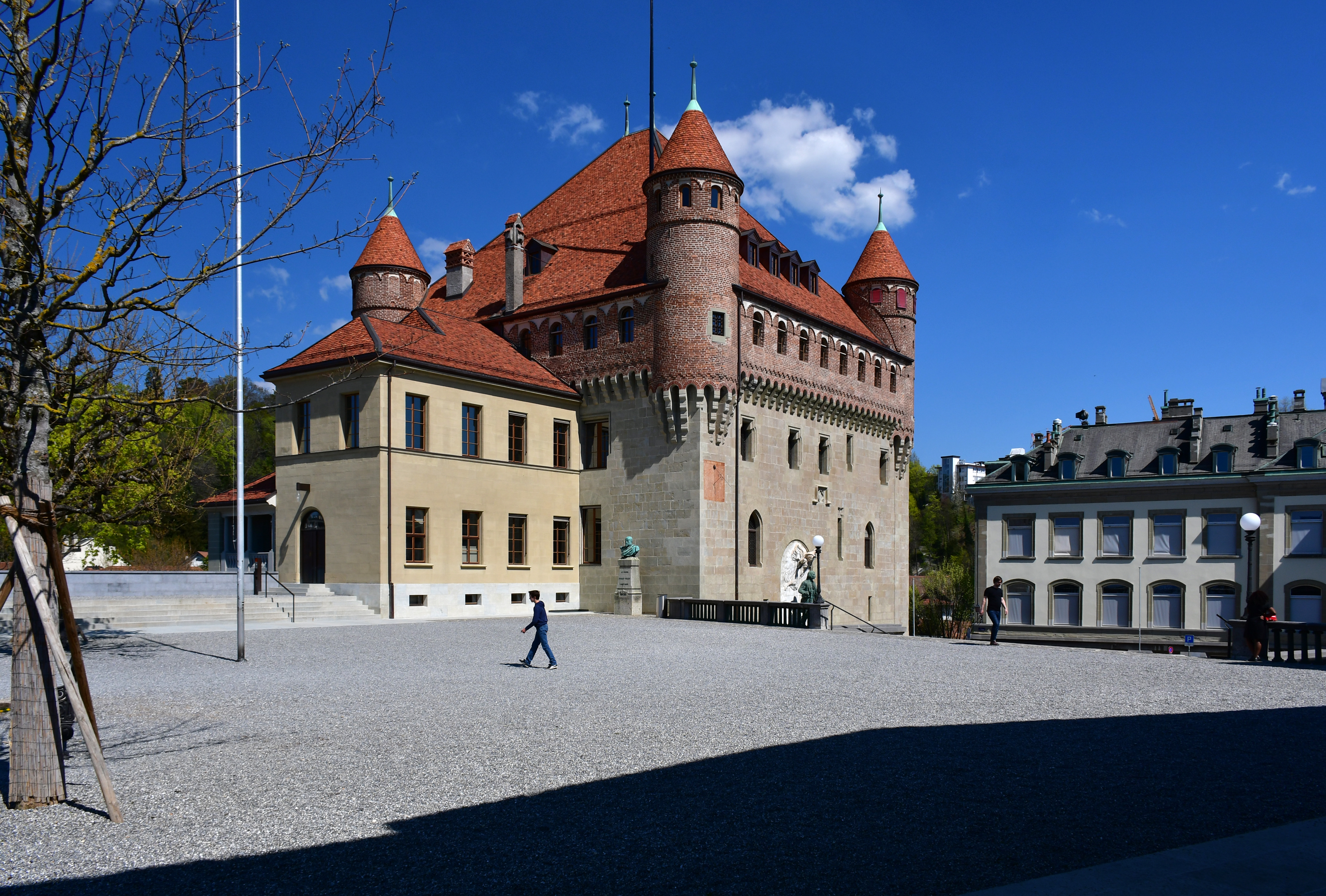
Le château Saint-Maire et son esplanade.
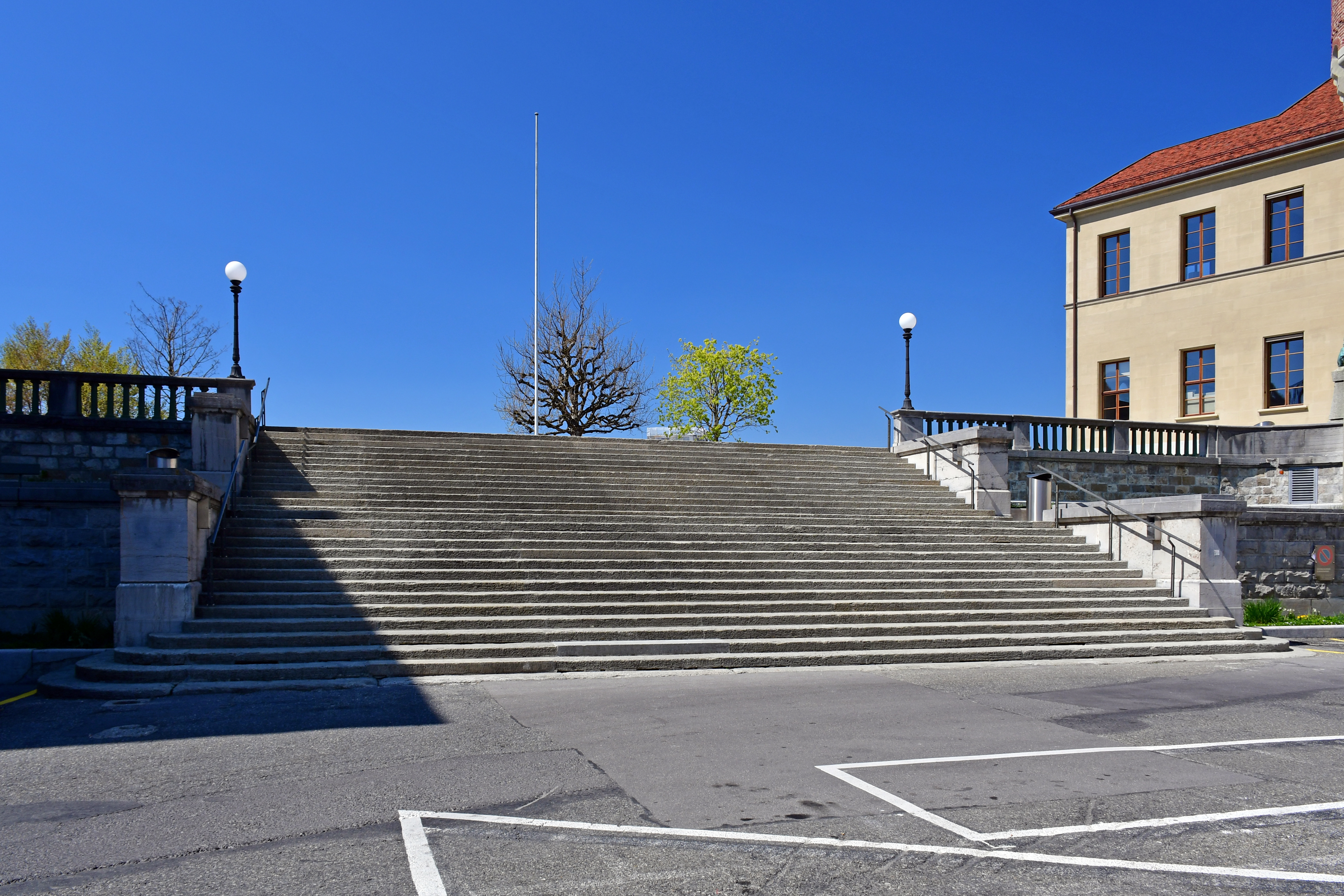
Les escaliers montant de la place à l'esplanade.
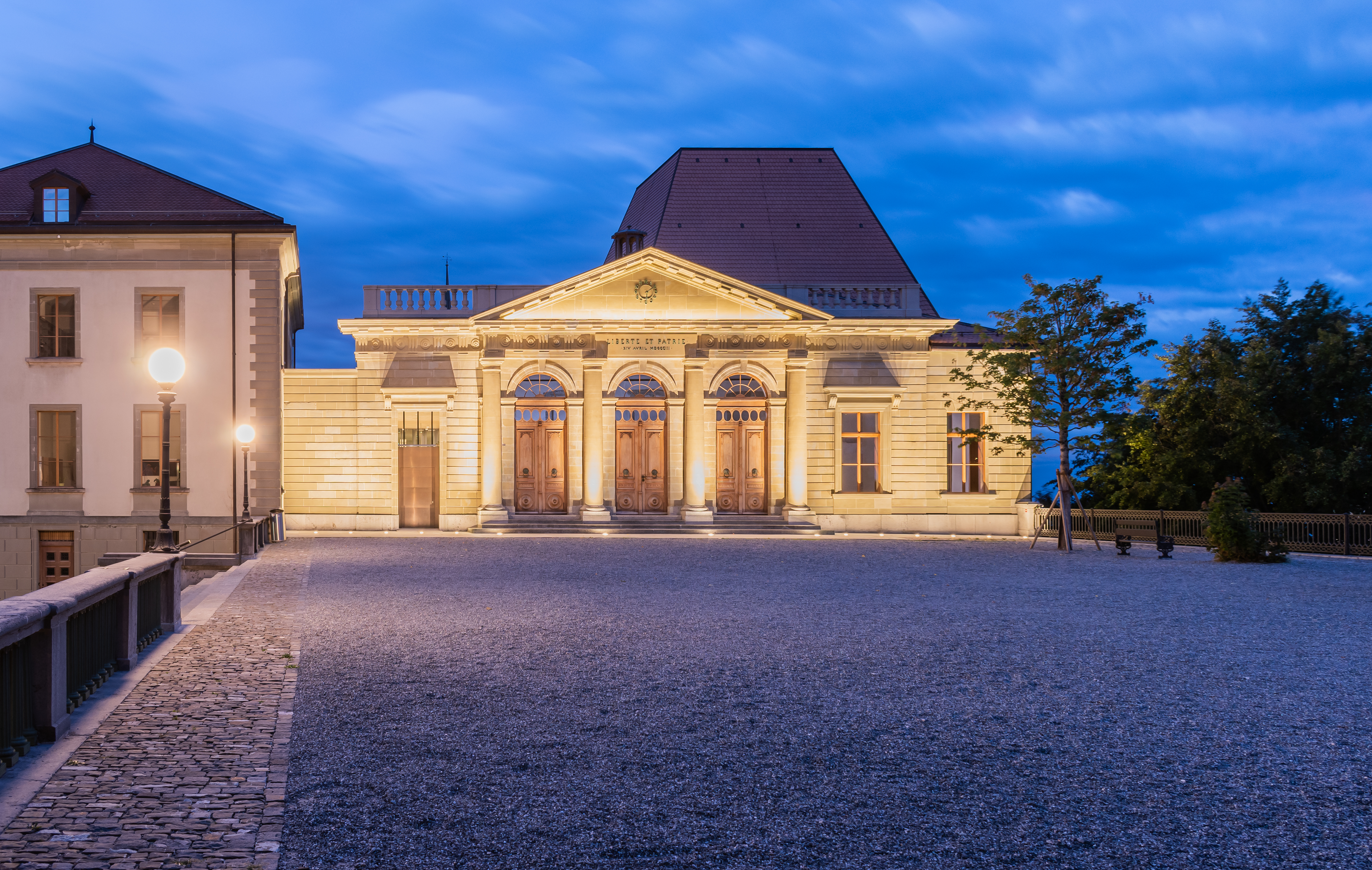
Le Parlement, dont la façade principale est un des vestiges du bâtiment de Perregaux ayant résisté à l'incendie de 2002.